# Adeonella regularis
Adeonella regularis är en mossdjursart som beskrevs av Busk 1884. Adeonella regularis ingår i släktet Adeonella och familjen Adeonellidae. Inga underarter finns listade i Catalogue of Life.